# Ikarus 220
Ikarus 220 — одиночный автобус, выпускавшийся с 1970 по 1971 год венгерской фирмой Ikarus. Серийно не выпускался.

## Описание
Ikarus 220 являлся укороченным вариантом Ikarus 242. Единственная модификация — 220.K1.
Разработка Ikarus 220 была завершена к концу 1970 года. Предшественником является Ikarus 620.
Уровень пола у первой двери равен 680 мм, как и в случае с Ikarus 240/242. В то время, как у первой двери одна ступенька, у второй двери две ступеньки.
Подвеска автобуса пневматическая. 4,5-тонное шасси разработано компанией Autokut, однако ввиду отсутствия поставщика часть комплектующих была изготовлена в Секешфехерваре.

## Технические характеристики
Изначально Ikarus 220 оснащался двигателем Csepel D614.20 мощностью 144 л. с., однако позже планировалось, что автобус будет производиться с пятицилиндровым двигателем Rába-MAN D2155 мощностью 160 л. с., который не пошёл в серию.